# Holboca
Holboca là một xã thuộc hạt Iași, România. Dân số thời điểm năm 2002 là 11696 người.